# Tobias Sippel
Tobias Sippel, född 22 mars 1988 i Bad Dürkheim, är en tysk fotbollsmålvakt som spelar för Borussia Mönchengladbach i Bundesliga.

## Meriter
- U21-EM: 2009